# Jean-Baptiste Boutard
Pour les articles homonymes, voir Boutard.
Jean-Baptiste Boutard (né le 22 juin 1862 à Saint-Yrieix-la-Perche (Haute-Vienne) et mort le 12 novembre 1920 dans la même ville) est un homme politique français.

## Biographie
Médecin, il est conseiller municipal de Saint-Yrieix-la-Perche et député de la Haute-Vienne de 1898 à 1910, siégeant au groupe Républicain radical.

## Décorations
- Chevalier de la Légion d'honneur (18 avril 1918)

## Sources
- « Jean-Baptiste Boutard », dans le Dictionnaire des parlementaires français (1889-1940), sous la direction de Jean Jolly, PUF, 1960 [détail de l’édition]
- Ressources relatives à la vie publique :   - base Léonore
  - Base Sycomore